# Berry (Wisconsin)
Die Town of Berry ist eine von 34 Towns im Dane County im US-amerikanischen Bundesstaat Wisconsin. Im Jahr 2010 hatte die Town of Berry 1127 Einwohner.
Town hat in Wisconsin eine grundlegend andere Bedeutung als im übrigen englischsprachigen Bereich. Vielmehr entspricht sie den in den anderen US-Bundesstaaten üblichen Townships, die nach dem County die nächstkleinere Verwaltungseinheit bilden.
Das Gebiet der Town of Berry ist Bestandteil der Metropolregion Madison.

## Geografie
Die Town of Berry liegt im Süden Wisconsins, im nordwestlichen Vorortbereich der Hauptstadt Madison. Der am Mississippi gelegene Schnittpunkt der drei Bundesstaaten Wisconsin, Iowa und Minnesota liegt rund 165 km westnordwestlich; nach Illinois sind es rund 90 km in südlicher Richtung.
Die Koordinaten des geografischen Zentrums der Town of Berry sind 43°09′54″ nördlicher Breite und 89°39′47″ westlicher Länge. Sie erstreckt sich über eine Fläche von 93,2 km². 
Die Town of Berry liegt im Nordwesten des Dane County und grenzt an folgende Nachbartowns und selbständige Gemeinden: 
|                                       | Town of Roxbury                              | Town of Dane        |
| Town of Mazomanie Town of Black Earth | Kompassrose, die auf Nachbargemeinden zeigt  | Town of Springfield |
| Town of Vermont                       | Village of Cross Plains Town of Cross Plains | Town of Middleton   |

## Verkehr
Der U.S. Highway 14 führt durch den Südwesten der Town of Berry. Durch den Norden verläuft in West-Ost-Richtung der Wisconsin State Highway 19. Daneben verlaufen noch die County Highways K und P durch das Gebiet der Town. Alle weiteren Straßen sind untergeordnete Landstraßen oder teils unbefestigte Fahrwege.
Parallel zum US 14 verläuft durch den Südwesten der Town of Berry eine Eisenbahnstrecke der Wisconsin and Southern Railroad, einer regionalen (Class II) Frachtverkehrsgesellschaft. 
Der nächste Flughafen ist der Dane County Regional Airport in Madison (25 km östlich).

## Bevölkerung
Nach der Volkszählung im Jahr 2010 lebten in der Town of 472 1127 Menschen in 472 Haushalten. Die Bevölkerungsdichte betrug 12,1 Einwohner pro Quadratkilometer. In den 472 Haushalten lebten statistisch je 2,39 Personen. 
Ethnisch betrachtet setzte sich die Bevölkerung zusammen aus 99,1 Prozent Weißen, 0,2 Prozent Afroamerikanern, 0,4 Prozent Asiaten sowie 0,1 Prozent aus anderen ethnischen Gruppen; 0,3 Prozent stammten von zwei oder mehr Ethnien ab. Unabhängig von der ethnischen Zugehörigkeit waren 1,1 Prozent der Bevölkerung spanischer oder lateinamerikanischer Abstammung. 
18,5 Prozent der Bevölkerung waren unter 18 Jahre alt, 66,9 Prozent waren zwischen 18 und 64 und 14,6 Prozent waren 65 Jahre oder älter. 50,4 Prozent der Bevölkerung war weiblich.
Das mittlere jährliche Einkommen eines Haushalts lag bei 84.886 USD. Das Pro-Kopf-Einkommen betrug 38.013 USD. 0,7 Prozent der Einwohner lebten unterhalb der Armutsgrenze.

## Ortschaften in der Town of Berry
Neben Streubesiedlung existiert in der Town of Berry noch die gemeindefreie Siedlung Marxville.